# Seznam rektorjev Univerze v Wittenbergu
Seznam rektorjev Univerze v Wittenbergu.

## 16. stoletje

### 1502–1519
| Mandat | Semester         | Ime                                                       |
| ------ | ---------------- | --------------------------------------------------------- |
| 1502   | Zimski semester  | Martin Pollich                                            |
| 1503   | Poletni semester | Bartholomäus Kranepul                                     |
| 1503   | Zimski semester  | Johannes Kranepohl                                        |
| 1504   | Poletni semester | Thomas Köllin od 23. junija 1504 Vincentus von Ravenna    |
| 1504   | Zimski semester  | Hieronymus Schurff                                        |
| 1505   | Poletni semester | Laurentius Slamau                                         |
| 1505   | Zimski semester  | Simon Duchkon                                             |
| 1506   | Poletni semester | Petrus Lupinus                                            |
| 1507   | Poletni semester | Christoph von Scheurl                                     |
| 1507   | Zimski semester  | Jodocus Trutfetter                                        |
| 1508   | Poletni semester | Theodoricus Block                                         |
| 1508   | Zimski semester  | Nicolaus Viridimontanus                                   |
| 1509   | Poletni semester | Caspar Schicker                                           |
| 1509   | Zimski semester  | Simon Stein                                               |
| 1510   | Poletni semester | Conradus Kuning                                           |
| 1510   | Zimski semester  | Melchior von Barby                                        |
| 1511   | Poletni semester | Andreas Bodenstein                                        |
| 1511   | Zimski semester  | Wolfgang Reissenbusch                                     |
| 1512   | Poletni semester | Ulrich Erbar                                              |
| 1512   | Zimski semester  | Sebastian Küchenmeister                                   |
| 1513   | Poletni semester | Nikolaus von Amsdorf                                      |
| 1513   | Zimski semester  | Matthäus Beskau                                           |
| 1514   | Poletni semester | Johannes Schwabe                                          |
| 1514   | Zimski semester  | Georg Elner                                               |
| 1515   | Poletni semester | Wolfgang Rheni                                            |
| 1515   | Zimski semester  | Bernhard von Eberstein                                    |
| 1516   | Poletni semester | Ulrich von Reinstein                                      |
| 1516   | Zimski semester  | Johann Dölsch                                             |
| 1517   | Poletni semester | Andreas Zülsdorf                                          |
| 1517   | Zimski semester  | Balthasar Fabricius                                       |
| 1518   | Poletni semester | Johannes Gunckel                                          |
| 1518   | Zimski semester  | Bartholomäus Bernhardi                                    |
| 1519   | Poletni semester | Barnim IX. von Pommern Vicerektor Sebastian Küchenmeister |
| 1519   | Zimski semester  | Wolfgang Stehlin                                          |

### 1520–1539
| Mandat | Semester         | Ime                                                                |
| ------ | ---------------- | ------------------------------------------------------------------ |
| 1520   | Poletni semester | Peter Burckhard                                                    |
| 1520   | Zimski semester  | Christoph Schlick                                                  |
| 1521   | Poletni semester | Wolfgang von Stolberg                                              |
| 1521   | Zimski semester  | Johannes Ferrarius                                                 |
| 1522   | Poletni semester | Nikolaus von Amsdorf                                               |
| 1522   | Zimski semester  | Johannes Schwertfeger                                              |
| 1523   | Poletni semester | Thomas Eschaus                                                     |
| 1523   | Zimski semester  | Philipp Melanchthon                                                |
| 1524   | Poletni semester | Kaspar Glatz                                                       |
| 1524   | Zimski semester  | Johann Apel                                                        |
| 1525   | Poletni semester | Augustin Schurff                                                   |
| 1525   | Zimski semester  | Hermann Tulichius                                                  |
| 1526   | Poletni semester | Justus Jonas starejši                                              |
| 1526   | Zimski semester  | Benedikt Pauli                                                     |
| 1527   | Poletni semester | Heinrich Stackmann                                                 |
| 1527   | Zimski semester  | nezasedeno                                                         |
| 1528   | Poletni semester | Johannes Volmar                                                    |
| 1528   | Zimski semester  | Johannes Gunckel                                                   |
| 1529   | Poletni semester | Kaspar Teutleben                                                   |
| 1529   | Zimski semester  | Jakob Postomius                                                    |
| 1530   | Poletni semester | Johannes Bernhardi                                                 |
| 1530   | Zimski semester  | Justus Jonas starejši                                              |
| 1531   | Poletni semester | Christoph Blanck                                                   |
| 1531   | Zimski semester  | Ulrich Schilling                                                   |
| 1532   | Poletni semester | Melchior Fendt                                                     |
| 1532   | Zimski semester  | Franziskus Vinariensis                                             |
| 1533   | Poletni semester | Caspar Cruciger starejši                                           |
| 1533   | Zimski semester  | Sebaldus Münsterer                                                 |
| 1534   | Poletni semester | Caspar Lindemann                                                   |
| 1534   | Zimski semester  | Johann Ernst von Sachsen; Prorektor Caspar Teutleben               |
| 1535   | Poletni semester | Albert von Braunschweig und Lüneburg, Prorektor Sebaldus Münsterer |
| 1535   | Zimski semester  | nezasedeno                                                         |
| 1536   | Poletni semester | Jakob Milich                                                       |
| 1536   | Zimski semester  | Justus Jonas starejši                                              |
| 1537   | Poletni semester | Pleikard Sindringer                                                |
| 1537   | Zimski semester  | Augustin Schurff                                                   |
| 1538   | Poletni semester | Philipp Melanchthon                                                |
| 1538   | Zimski semester  | Caspar Cruciger starejši                                           |
| 1539   | Poletni semester | Melchior Kling                                                     |
| 1539   | Zimski semester  | Georg Kleinschmidt                                                 |

### 1540–1559
| Mandat | Semester         | Ime                                                           |
| ------ | ---------------- | ------------------------------------------------------------- |
| 1540   | Poletni semester | Veit Winsheim                                                 |
| 1540   | Zimski semester  | Georg Major                                                   |
| 1541   | Poletni semester | Kilian Goldstein                                              |
| 1541   | Zimski semester  | Jakob Milich                                                  |
| 1542   | Poletni semester | Matthäus Aurogallus                                           |
| 1542   | Zimski semester  | Caspar Cruciger starejši                                      |
| 1543   | Poletni semester | Laurentius Zoch                                               |
| 1543   | Zimski semester  | Melchior Fendt                                                |
| 1544   | Poletni semester | Johannes Saxonius                                             |
| 1544   | Zimski semester  | Georg Major                                                   |
| 1545   | Poletni semester | Ulrich von Mordeisen                                          |
| 1545   | Zimski semester  | Augustin Schurff                                              |
| 1546   | Poletni semester | Johannes Marcellus                                            |
| 1546   | Zimski semester  | Caspar Cruciger starejši                                      |
| 1547   | Poletni semester | nezasedeno                                                    |
| 1547   | Zimski semester  | nezasedeno                                                    |
| 1548   | Poletni semester | nezasedeno                                                    |
| 1548   | Zimski semester  | Benedikt Pauli                                                |
| 1549   | Poletni semester | Jakob Milich                                                  |
| 1549   | Zimski semester  | Erasmus Reinhold                                              |
| 1550   | Poletni semester | Johann Forster                                                |
| 1550   | Zimski semester  | Johann Trauterbuhl                                            |
| 1551   | Poletni semester | Veit Winsheim                                                 |
| 1551   | Zimski semester  | Paul Eber                                                     |
| 1552   | Poletni semester | Laurentius Lindemann                                          |
| 1552   | Zimski semester  | nezasedeno                                                    |
| 1553   | Poletni semester | Melchior Fendt                                                |
| 1553   | Zimski semester  | Caspar Ulrich von Reinstein; Prorektor Johann Schneidewein    |
| 1554   | Poletni semester | Sebastian Theodoricus                                         |
| 1554   | Zimski semester  | Stanislaus von Gorka, Prorektor Sebastian Theodoricus         |
| 1555   | Poletni semester | Christoph von Barby und Mühlingen Prorektor Petrus Praetorius |
| 1555   | Zimski semester  | Joachim von Beust                                             |
| 1556   | Poletni semester | Jakob Milich                                                  |
| 1556   | Zimski semester  | Melchior Fasolt                                               |
| 1557   | Poletni semester | David Ungnad von Sonneck; Prorektor Paul Eber                 |
| 1557   | Zimski semester  | Matthäus Blöchinger                                           |
| 1558   | Poletni semester | Adolf von Nassau, Prorektor Johann Schneidewein               |
| 1558   | Zimski semester  | Heinrich von Starhemberg, Prorektor Veit Winsheim             |
| 1559   | Poletni semester | Christoph von Donaw, Prorektor Georg Major                    |
| 1559   | Zimski semester  | Georg Cracow                                                  |

### 1560–1579
| Mandat | Semester         | Ime                                                         |
| ------ | ---------------- | ----------------------------------------------------------- |
| 1560   | Poletni semester | Caspar Peucer                                               |
| 1560   | Zimski semester  | Petrus Vincentius                                           |
| 1561   | Poletni semester | Georg Major                                                 |
| 1561   | Zimski semester  | Johann Schneidewein                                         |
| 1562   | Poletni semester | Johann Hermann                                              |
| 1562   | Zimski semester  | Esrom Rüdinger                                              |
| 1563   | Poletni semester | Paul Crell                                                  |
| 1563   | Zimski semester  | Ernst Ludwig von Pommern, Prorektor Veit Winsheim mlajši    |
| 1564   | Poletni semester | Barnim X. von Pommern, Prorektor Caspar Peucer              |
| 1564   | Zimski semester  | Johannes Georg von Solms , Prorektor Caspar Cruciger mlajši |
| 1565   | Poletni semester | Siegesmund Ludwig von Polheim; Prorektor Heinrich Moller    |
| 1565   | Zimski semester  | Michael Teuber                                              |
| 1566   | Poletni semester | Veit Winsheim                                               |
| 1566   | Zimski semester  | Eusebius Menius                                             |
| 1567   | Poletni semester | Georg Major                                                 |
| 1567   | Zimski semester  | Johannes Bosonius                                           |
| 1568   | Poletni semester | Caspar Peucer                                               |
| 1568   | Zimski semester  | Johannes Bugenhagen mlajši                                  |
| 1569   | Poletni semester | Bohuslaus Joachim von Lobcowitz, Prorektor Paul Crell       |
| 1569   | Zimski semester  | Joachim von Beust                                           |
| 1570   | Poletni semester | Stephan Gans von Pudlitz, Prorektor Abraham Werner          |
| 1570   | Zimski semester  | Albert Lehenmeier                                           |
| 1571   | Poletni semester | Caspar Cruciger mlajši                                      |
| 1571   | Zimski semester  | Michael von Slavata, Prorektor Matthias Wesenbeck           |
| 1572   | Poletni semester | Sebastian Theodoricus                                       |
| 1572   | Zimski semester  | Johannes von Starrenberg; Prorektor Bartholomäus Schönborn  |
| 1573   | Poletni semester | Heinrich Moller                                             |
| 1573   | Zimski semester  | Matthias Wesenbeck                                          |
| 1574   | Poletni semester | Hieronymus Schaller                                         |
| 1574   | Zimski semester  | Veit Winsheim mlajši                                        |
| 1575   | Poletni semester | Johann Cyriacus von Polheim; Prorektor Veit Winsheim mlajši |
| 1575   | Zimski semester  | Johannes Bugenhagen mlajši                                  |
| 1576   | Poletni semester | Michael Teuber                                              |
| 1576   | Zimski semester  | Andreas Wolfgang von Polheim, Prorektor Salomon Alberti     |
| 1577   | Poletni semester | Caspar Alteneich                                            |
| 1577   | Zimski semester  | Johann Sagittarius                                          |
| 1578   | Poletni semester | Joachim von Beust                                           |
| 1578   | Zimski semester  | Johannes Mathesius mlajši                                   |
| 1579   | Poletni semester | Valentin Schindler                                          |
| 1579   | Zimski semester  | Ladislaus von Schleinitz, Prorektor Valentin Schindler      |

### 1580–1599
| Mandat | Semester         | Ime                                                                             |
| ------ | ---------------- | ------------------------------------------------------------------------------- |
| 1580   | Poletni semester | Martin Heinrich                                                                 |
| 1580   | Zimski semester  | Veit Winsheim mlajši                                                            |
| 1581   | Poletni semester | Salomon Alberti                                                                 |
| 1581   | Zimski semester  | Andreas Schato                                                                  |
| 1582   | Poletni semester | Johannes Matthaeus                                                              |
| 1582   | Zimski semester  | nezasedeno                                                                      |
| 1583   | Poletni semester | Michael Teuber                                                                  |
| 1583   | Zimski semester  | Franziskus Faber                                                                |
| 1584   | Poletni semester | Ernst von Braunschweig und Lüneburg, Prorektor Nikolaus Thodenus                |
| 1584   | Zimski semester  | August von Braunschweig und Lüneburg, Prorektor Johannes Bugenhagen der Jüngere |
| 1585   | Poletni semester | Johannes Limmer                                                                 |
| 1585   | Zimski semester  | Valentin Espich                                                                 |
| 1586   | Poletni semester | Petrus Albinus                                                                  |
| 1586   | Zimski semester  | Andreas Jodocus                                                                 |
| 1587   | Poletni semester | Johann Zanger mlajši                                                            |
| 1587   | Zimski semester  | Salomon Alberti                                                                 |
| 1588   | Poletni semester | Michael Reichard                                                                |
| 1588   | Zimski semester  | Franziskus Banssi Lösonei, Prorektor Georg Mylius                               |
| 1589   | Poletni semester | Eberhard von Weyhe                                                              |
| 1589   | Zimski semester  | Franziskus Faber                                                                |
| 1590   | Poletni semester | Kaspar Straub (Strubius)                                                        |
| 1590   | Zimski semester  | Wighard von Promnitz, Prorektor Heinrich Maius                                  |
| 1591   | Poletni semester | Petrus Wesenbeck                                                                |
| 1591   | Zimski semester  | Valentin Espich                                                                 |
| 1592   | Poletni semester | Johannes Grunius                                                                |
| 1592   | Zimski semester  | Ägidius Hunnius starejši                                                        |
| 1593   | Poletni semester | Peter Heige                                                                     |
| 1593   | Zimski semester  | Andreas Schato                                                                  |
| 1594   | Poletni semester | Petrus Otto od 23. september je prorektor Andreas Schato                        |
| 1594   | Zimski semester  | Salomon Gesner                                                                  |
| 1595   | Poletni semester | Ludwig Person                                                                   |
| 1595   | Zimski semester  | Ernestus Hettenbach                                                             |
| 1596   | Poletni semester | Johann Hagius                                                                   |
| 1596   | Zimski semester  | David Runge                                                                     |
| 1597   | Poletni semester | Thomas Franzius                                                                 |
| 1597   | Zimski semester  | Jan Jessenius                                                                   |
| 1598   | Poletni semester | Antonius Evonymus                                                               |
| 1598   | Zimski semester  | Leonhard Hutter                                                                 |
| 1599   | Poletni semester | Johann Zanger mlajši                                                            |
| 1599   | Zimski semester  | Andreas Schato                                                                  |

## 17. stoletje

### 1600–1619
| Mandat | Semester         | Ime                                                     |
| ------ | ---------------- | ------------------------------------------------------- |
| 1600   | Poletni semester | Laurentius Fabricius                                    |
| 1600   | Zimski semester  | Salomon Gesner                                          |
| 1601   | Poletni semester | Bartholomäus Reusner                                    |
| 1601   | Zimski semester  | August von Sachsen, Prorektor Ernestus Hettenbach       |
| 1602   | Poletni semester | August von Sachsen, Prorektor Georg Wecker              |
| 1602   | Zimski semester  | August von Sachsen; Prorektor David Runge               |
| 1603   | Poletni semester | August von Sachsen; Prorektor Lucas Beckmann            |
| 1603   | Zimski semester  | August von Sachsen; Prorektor Ernestus Hettenbach       |
| 1604   | Poletni semester | August von Sachsen; Prorektor Adam Theodor Siber        |
| 1604   | Zimski semester  | August von Sachsen; Prorektor Leonhard Hutter           |
| 1605   | Poletni semester | August von Sachsen; Prorektor Johann Zanger der Jüngere |
| 1605   | Zimski semester  | August von Sachsen; Prorektor Daniel Sennert            |
| 1606   | Poletni semester | August von Sachsen; Prorektor Melchior Jöstel           |
| 1606   | Zimski semester  | Wolfgang Franz                                          |
| 1607   | Poletni semester | Bartholomäus Reusner                                    |
| 1607   | Zimski semester  | Tobias Tandler                                          |
| 1608   | Poletni semester | Friedrich Taubmann                                      |
| 1608   | Zimski semester  | Johannes Förster                                        |
| 1609   | Poletni semester | Lucas Beckmann                                          |
| 1609   | Zimski semester  | Ernestus Hettenbach                                     |
| 1610   | Poletni semester | Erasmus Schmidt                                         |
| 1610   | Zimski semester  | Leonhard Hutter                                         |
| 1611   | Poletni semester | Wolfgang Hirschbach                                     |
| 1611   | Zimski semester  | Daniel Sennert                                          |
| 1612   | Poletni semester | Jakob Martini                                           |
| 1612   | Zimski semester  | Wolfgang Franz                                          |
| 1613   | Poletni semester | Erasmus Unruh                                           |
| 1613   | Zimski semester  | Tobias Tandler                                          |
| 1614   | Poletni semester | Johannes Wanckel                                        |
| 1614   | Zimski semester  | Balthasar Meisner                                       |
| 1615   | Poletni semester | Valentin Wilhelm Forster                                |
| 1615   | Zimski semester  | Emricus Thurzo, Prorektor Ernestus Hettenbach           |
| 1616   | Poletni semester | Ambrosius Rhode                                         |
| 1616   | Zimski semester  | Leonhard Hutter                                         |
| 1617   | Poletni semester | Bartholomäus Reusner                                    |
| 1617   | Zimski semester  | Daniel Sennert                                          |
| 1618   | Poletni semester | August Buchner                                          |
| 1618   | Zimski semester  | Wolfgang Franz                                          |
| 1619   | Poletni semester | Lucas Beckmann                                          |
| 1619   | Zimski semester  | Wolfgang Schaller                                       |

### 1620–1639
| Mandat | Semester         | Ime                                                                   |
| ------ | ---------------- | --------------------------------------------------------------------- |
| 1620   | Poletni semester | Reinhold Frankenberger                                                |
| 1620   | Zimski semester  | Balthasar Meisner                                                     |
| 1621   | Poletni semester | Erasmus Unruh                                                         |
| 1621   | Zimski semester  | Georg Nymmann                                                         |
| 1622   | Poletni semester | Johann Avenarius II.                                                  |
| 1622   | Zimski semester  | Nikolaus Hunnius                                                      |
| 1623   | Poletni semester | Jeremias Reusner                                                      |
| 1623   | Zimski semester  | Daniel Sennert                                                        |
| 1624   | Poletni semester | Laurentius Fabricius                                                  |
| 1624   | Zimski semester  | Jakob Martini                                                         |
| 1625   | Poletni semester | Konrad Carpzov                                                        |
| 1625   | Zimski semester  | Wolfgang Schaller                                                     |
| 1626   | Poletni semester | Georg Wecker                                                          |
| 1626   | Zimski semester  | Balthasar Meisner, od 29. december je bil Georg Wecker ponovno rektor |
| 1627   | Poletni semester | Gottfried Reuter                                                      |
| 1627   | Zimski semester  | Georg Nymmann                                                         |
| 1628   | Poletni semester | Erasmus Schmidt                                                       |
| 1628   | Zimski semester  | Jakob Martini                                                         |
| 1629   | Poletni semester | Henning Gross                                                         |
| 1629   | Zimski semester  | Daniel Sennert                                                        |
| 1630   | Poletni semester | Ambrosius Rhode                                                       |
| 1630   | Zimski semester  | Wilhelm Leyser I.                                                     |
| 1631   | Poletni semester | Johann Strauch I.                                                     |
| 1631   | Zimski semester  | Georg Nymmann                                                         |
| 1632   | Poletni semester | August Buchner                                                        |
| 1632   | Zimski semester  | Gustav Gustavson; Prorektor Johann Hülsemann                          |
| 1633   | Poletni semester | Jeremias Reusner                                                      |
| 1633   | Zimski semester  | Johann Georg Pelshofer                                                |
| 1634   | Poletni semester | Reinhold Franckenberger                                               |
| 1634   | Zimski semester  | Jakob Martini                                                         |
| 1635   | Poletni semester | Konrad Carpzov                                                        |
| 1635   | Zimski semester  | Daniel Sennert                                                        |
| 1636   | Poletni semester | Johannes Scharff                                                      |
| 1636   | Zimski semester  | Wilhelm Leyser I.                                                     |
| 1637   | Poletni semester | Henning Gross                                                         |
| 1637   | Zimski semester  | Georg Nymmann                                                         |
| 1638   | Poletni semester | Wilhelm Nigrinus                                                      |
| 1638   | Zimski semester  | Johann Hülsemann                                                      |
| 1639   | Poletni semester | Johann Strauch I.                                                     |
| 1639   | Zimski semester  | Marcus Banzer                                                         |

### 1640–1659
| Mandat | Semester         | Ime                                                                |
| ------ | ---------------- | ------------------------------------------------------------------ |
| 1640   | Poletni semester | Johann Sperling                                                    |
| 1640   | Zimski semester  | Jakob Martini                                                      |
| 1641   | Poletni semester | Christian Taubmann                                                 |
| 1641   | Zimski semester  | Konrad Viktor Schneider                                            |
| 1642   | Poletni semester | Christoph Notnagel                                                 |
| 1642   | Zimski semester  | Wilhelm Leyser I.                                                  |
| 1643   | Poletni semester | Augustin Strauch                                                   |
| 1643   | Zimski semester  | Marcus Banzer                                                      |
| 1644   | Poletni semester | Johann Erich Ostermann                                             |
| 1644   | Zimski semester  | Johann Hülsemann                                                   |
| 1645   | Poletni semester | Christoph Wacke                                                    |
| 1645   | Zimski semester  | Konrad Viktor Schneider                                            |
| 1646   | Poletni semester | Nikolaus Pompeius                                                  |
| 1646   | Zimski semester  | Jakob Martini                                                      |
| 1647   | Poletni semester | Gottfried Suevus                                                   |
| 1647   | Zimski semester  | Marcus Banzer                                                      |
| 1648   | Poletni semester | Andreas Sennert                                                    |
| 1648   | Zimski semester  | Wilhelm Leyser I., od 8. februarja 1649, Prorektor Andreas Sennert |
| 1649   | Poletni semester | Jeremias Reusner                                                   |
| 1649   | Zimski semester  | Konrad Viktor Schneider                                            |
| 1650   | Poletni semester | Michael Wendler                                                    |
| 1650   | Zimski semester  | Johannes Scharff                                                   |
| 1651   | Poletni semester | Christian Taubmann                                                 |
| 1651   | Zimski semester  | Michael Sennert                                                    |
| 1652   | Poletni semester | Christian Trentsch                                                 |
| 1652   | Zimski semester  | Johannes Meisner                                                   |
| 1653   | Poletni semester | Gottfried Suevus                                                   |
| 1653   | Zimski semester  | Marcus Banzer                                                      |
| 1654   | Poletni semester | August Buchner                                                     |
| 1654   | Zimski semester  | Andreas Kunad                                                      |
| 1655   | Poletni semester | Heinrich Cosel                                                     |
| 1655   | Zimski semester  | Konrad Viktor Schneider                                            |
| 1656   | Poletni semester | Reinhold Franckenberger                                            |
| 1656   | Zimski semester  | Johannes Scharff                                                   |
| 1657   | Poletni semester | Samuel Ritter                                                      |
| 1657   | Zimski semester  | Michael Sennert                                                    |
| 1658   | Poletni semester | Johann Sperling, od 12. avgusta Prorektor Michael Sennert          |
| 1658   | Zimski semester  | Johannes Meisner                                                   |
| 1659   | Poletni semester | Augustin Strauch                                                   |
| 1659   | Zimski semester  | Marcus Banzer                                                      |

### 1660–1679
| Mandat | Semester         | Ime                                                      |
| ------ | ---------------- | -------------------------------------------------------- |
| 1660   | Poletni semester | Christoph Notnagel                                       |
| 1660   | Zimski semester  | Andreas Kunad                                            |
| 1661   | Poletni semester | Caspar Ziegler                                           |
| 1661   | Zimski semester  | Konrad Viktor Schneider                                  |
| 1662   | Poletni semester | Johann Erich Ostermann                                   |
| 1662   | Zimski semester  | Johann Andreas Quenstedt                                 |
| 1663   | Poletni semester | Christian Klengel                                        |
| 1663   | Zimski semester  | Christian August von Friesen, Prorektor: Michael Sennert |
| 1664   | Poletni semester | Andreas Sennert                                          |
| 1664   | Zimski semester  | Johann Deutschmann                                       |
| 1665   | Poletni semester | Wilhelm Leyser II.                                       |
| 1665   | Zimski semester  | Johann Strauch II.                                       |
| 1666   | Poletni semester | Michael Wendeler                                         |
| 1666   | Zimski semester  | Johannes Meisner                                         |
| 1667   | Poletni semester | Joachim Nerger                                           |
| 1667   | Zimski semester  | Konrad Viktor Schneider                                  |
| 1668   | Poletni semester | Christian Trentsch                                       |
| 1668   | Zimski semester  | Johann Andreas Quenstedt                                 |
| 1669   | Poletni semester | Werner Theodor Martini                                   |
| 1669   | Zimski semester  | Michael Sennert                                          |
| 1670   | Poletni semester | Konstantin Ziegra                                        |
| 1670   | Zimski semester  | Johann Deutschmann                                       |
| 1671   | Poletni semester | Michael Friedrich Lederer                                |
| 1671   | Zimski semester  | Johann Strauch II.                                       |
| 1672   | Poletni semester | Georg Kaspar Kirchmaier                                  |
| 1672   | Zimski semester  | Johannes Meisner                                         |
| 1673   | Poletni semester | Wilhelm Leyser II.                                       |
| 1673   | Zimski semester  | Konrad Viktor Schneider                                  |
| 1674   | Poletni semester | Michael Strauch                                          |
| 1674   | Zimski semester  | Johannes Andreae                                         |
| 1675   | Poletni semester | Joachim Nerger                                           |
| 1675   | Zimski semester  | Michael Sennert                                          |
| 1676   | Poletni semester | Michael Walther mlajši                                   |
| 1676   | Zimski semester  | Johann Deutschmann                                       |
| 1677   | Poletni semester | Werner Theodor Martini                                   |
| 1677   | Zimski semester  | Johann Strauch II.                                       |
| 1678   | Poletni semester | Balthasar Stolberg                                       |
| 1678   | Zimski semester  | Johannes Meisner                                         |
| 1679   | Poletni semester | Gottfried Strauss                                        |
| 1679   | Zimski semester  | Konrad Viktor Schneider                                  |

### 1680–1699
| Mandat | Semester         | Ime                         |
| ------ | ---------------- | --------------------------- |
| 1680   | Poletni semester | Christian Röhrensee         |
| 1680   | Zimski semester  | Johann Andreas Quenstedt    |
| 1681   | Poletni semester | Joachim Nerger              |
| 1681   | Zimski semester  | Michael Sennert             |
| 1682   | Poletni semester | Konrad Samuel Schurzfleisch |
| 1682   | Zimski semester  | Johann Deutschmann          |
| 1683   | Poletni semester | Werner Theodor Martini      |
| 1683   | Zimski semester  | Johann Strauch II.          |
| 1684   | Poletni semester | Christian Donati            |
| 1684   | Zimski semester  | Johann Friedrich Mayer      |
| 1685   | Poletni semester | Gottfried Strauss           |
| 1685   | Zimski semester  | Johannes Thiele             |
| 1686   | Poletni semester | Theodor Dass                |
| 1686   | Zimski semester  | Johann Andreas Quenstedt    |
| 1687   | Poletni semester | Georg Michael Heber         |
| 1687   | Zimski semester  | Michael Sennert             |
| 1688   | Poletni semester | Andreas Sennert             |
| 1688   | Zimski semester  | Johann Deutschmann          |
| 1689   | Poletni semester | Johann Heinrich von Berger  |
| 1689   | Zimski semester  | Johann Gottfried von Berger |
| 1690   | Poletni semester | Konstantin Ziegra           |
| 1690   | Zimski semester  | Michael Walther mlajši      |
| 1691   | Poletni semester | Caspar Heinrich Horn        |
| 1691   | Zimski semester  | Georg Francus               |
| 1692   | Poletni semester | Georg Kaspar Kirchmaier     |
| 1692   | Zimski semester  | Johann Deutschmann          |
| 1693   | Poletni semester | Gottfried Strauss           |
| 1693   | Zimski semester  | Johann Gottfried von Berger |
| 1694   | Poletni semester | Michael Strauch             |
| 1694   | Zimski semester  | Philipp Ludwig Hanneken     |
| 1695   | Poletni semester | Georg Michael Heber         |
| 1695   | Zimski semester  | Christian Vater             |
| 1696   | Poletni semester | Christian Röhrensee         |
| 1696   | Zimski semester  | Johann Georg Neumann        |
| 1697   | Poletni semester | Johann Heinrich von Berger  |
| 1697   | Zimski semester  | Paul Gottfried Sperling     |
| 1698   | Poletni semester | Konrad Samuel Schurzfleisch |
| 1698   | Zimski semester  | Johann Deutschmann          |
| 1699   | Poletni semester | Caspar Heinrich Horn        |
| 1699   | Zimski semester  | Johann Gottfried von Berger |

## 18. stoletje

### 1700–1719
| Mandat | Semester         | Ime                                                                            |
| ------ | ---------------- | ------------------------------------------------------------------------------ |
| 1700   | Poletni semester | Johann Baptist Röschel                                                         |
| 1700   | Zimski semester  | Philipp Ludwig Hanneken                                                        |
| 1701   | Poletni semester | Gottfried Strauss                                                              |
| 1701   | Zimski semester  | Christian Vater                                                                |
| 1702   | Poletni semester | Friedrich August II. von Sachsen; Prorektor: Johann Christoph Wichmannshausen, |
| 1702   | Zimski semester  | Friedrich August II. von Sachsen; Prorektor: Johann Georg Neumann              |
| 1703   | Poletni semester | Friedrich August II. von Sachsen; Prorektor: Johann Heinrich von Berger        |
| 1703   | Zimski semester  | Friedrich August II. von Sachsen; Prorektor: Paul Gottfried Sperling,          |
| 1704   | Poletni semester | Friedrich August II. von Sachsen; Prorektor: Georg Friedrich Schröer           |
| 1704   | Zimski semester  | Friedrich August II. von Sachsen; Prorektor: Johann Deutschmann                |
| 1705   | Poletni semester | Friedrich August II. von Sachsen; Prorektor: Caspar Heinrich Horn              |
| 1705   | Zimski semester  | Friedrich August II. von Sachsen; Prorektor: Johann Gottfried von Berger       |
| 1706   | Poletni semester | Friedrich August II. von Sachsen; Prorektor: Johann Wilhelm von Berger         |
| 1706   | Zimski semester  | Friedrich August II. von Sachsen; Prorektor: Johann Georg Neumann              |
| 1707   | Poletni semester | Friedrich August II. von Sachsen; Prorektor: Johannes Balthasar Wernher        |
| 1707   | Zimski semester  | Friedrich August II. von Sachsen; Prorektor: Christian Vater                   |
| 1708   | Poletni semester | Friedrich August II. von Sachsen; Prorektor: Georg Wilhelm Kirchmaier          |
| 1708   | Zimski semester  | Friedrich August II. von Sachsen; Prorektor: Gottlieb Wernsdorf der Ältere     |
| 1709   | Poletni semester | Friedrich August II. von Sachsen; Prorektor: Georg Beyer                       |
| 1709   | Zimski semester  | Friedrich August II. von Sachsen; Prorektor: Johann Gottfried von Berger       |
| 1710   | Poletni semester | Friedrich August II. von Sachsen; Prorektor: Heinrich Leonhard Schurzfleisch   |
| 1710   | Zimski semester  | Johann Heinrich Feustking                                                      |
| 1711   | Poletni semester | Michael Heinrich Gribner                                                       |
| 1711   | Zimski semester  | Christian Vater                                                                |
| 1712   | Poletni semester | Johannes Andreas Planer                                                        |
| 1712   | Zimski semester  | Gottlieb Wernsdorf starejši                                                    |
| 1713   | Poletni semester | Johannes Balthasar Wernher                                                     |
| 1713   | Zimski semester  | Johann Gottfried von Berger                                                    |
| 1714   | Poletni semester | Heinrich Klausing                                                              |
| 1714   | Zimski semester  | Martin Chladni                                                                 |
| 1715   | Poletni semester | Caspar Heinrich Horn                                                           |
| 1715   | Zimski semester  | Christian Vater                                                                |
| 1716   | Poletni semester | Ernst Christian Schröder                                                       |
| 1716   | Zimski semester  | Georg Friedrich Schröer                                                        |
| 1717   | Poletni semester | Michael Heinrich Gribner                                                       |
| 1717   | Zimski semester  | Adam Brendel                                                                   |
| 1718   | Poletni semester | Martin Hass                                                                    |
| 1718   | Zimski semester  | Gottlieb Wernsdorf der Ältere                                                  |
| 1719   | Poletni semester | Gebhard Christian Bastineller                                                  |
| 1719   | Zimski semester  | Johann Gottfried von Berger                                                    |

### 1720–1739
| Mandat | Semester         | Ime                                                                 |
| ------ | ---------------- | ------------------------------------------------------------------- |
| 1720   | Poletni semester | Martin Gotthelf Löscher                                             |
| 1720   | Zimski semester  | Martin Chladni                                                      |
| 1721   | Poletni semester | Gottfried Ludwig Mencke der Ältere                                  |
| 1721   | Zimski semester  | Christian Vater                                                     |
| 1722   | Poletni semester | Friedrich Strunz                                                    |
| 1722   | Zimski semester  | Georg Friedrich Schröer                                             |
| 1723   | Poletni semester | Christoph Heinrich von Berger                                       |
| 1723   | Zimski semester  | Johann Heinrich von Heucher                                         |
| 1724   | Poletni semester | Johann Friedrich Weidler                                            |
| 1724   | Zimski semester  | Johann Wilhelm Jahn                                                 |
| 1725   | Poletni semester | Johannes Balthasar Wernher                                          |
| 1725   | Zimski semester  | Johann Gottfried von Berger                                         |
| 1726   | Poletni semester | Jakob Carl Spener                                                   |
| 1726   | Zimski semester  | Georg Friedrich Schröer                                             |
| 1727   | Poletni semester | Gebhard Christian Bastineller                                       |
| 1727   | Zimski semester  | Christian Vater                                                     |
| 1728   | Poletni semester | Johann Matthias Hase                                                |
| 1728   | Zimski semester  | Johann Kaspar Haferung                                              |
| 1729   | Poletni semester | Gottfried Ludwig Mencke der Ältere                                  |
| 1729   | Zimski semester  | Johann Heinrich von Heucher                                         |
| 1730   | Poletni semester | Christoph Ludwig Crell                                              |
| 1730   | Zimski semester  | Johann Georg Joch                                                   |
| 1731   | Poletni semester | Johann Gottfried Kraus                                              |
| 1731   | Zimski semester  | Johann Gottfried von Berger                                         |
| 1732   | Poletni semester | Franz Woken                                                         |
| 1732   | Zimski semester  | Georg Friedrich Schröer                                             |
| 1733   | Poletni semester | Johann Gottfried Kraus                                              |
| 1733   | Zimski semester  | Johann Heinrich von Heucher                                         |
| 1734   | Poletni semester | Johann Gottlieb Kraus                                               |
| 1734   | Zimski semester  | Christoph Heinrich Zeibich                                          |
| 1735   | Poletni semester | Johannes Friedrich Wernher (samo v maju) nato Johann Gottlieb Kraus |
| 1735   | Zimski semester  | Abraham Vater                                                       |
| 1736   | Poletni semester | Johann Wilhelm von Berger                                           |
| 1736   | Zimski semester  | Johann Kaspar Haferung                                              |
| 1737   | Poletni semester | Gebhard Christian Bastineller                                       |
| 1737   | Zimski semester  | Christian Gottfried Stentzel                                        |
| 1738   | Poletni semester | Georg Wilhelm Kirchmaier                                            |
| 1738   | Zimski semester  | Georg Friedrich Schröer, od 23. marca 1739 Georg Wilhelm Kirchmaier |
| 1739   | Poletni semester | Johann Gottfried Kraus, od 18. avgusta Georg Wilhelm Kirchmaier     |
| 1739   | Zimski semester  | Christian Gottfried Stentzel                                        |

### 1740–1759
| Mandat | Semester         | Ime                           |
| ------ | ---------------- | ----------------------------- |
| 1740   | Poletni semester | Ernst Christian Schröder      |
| 1740   | Zimski semester  | Christoph Heinrich Zeibich    |
| 1741   | Poletni semester | Christoph Ludwig Crell        |
| 1741   | Zimski semester  | Abraham Vater                 |
| 1742   | Poletni semester | Martin HaPoletni semesteren   |
| 1742   | Zimski semester  | Johann Kaspar Haferung        |
| 1743   | Poletni semester | Andreas Florens Rivinus       |
| 1743   | Zimski semester  | Christian Gottfried Stentzel  |
| 1744   | Poletni semester | Johann Friedrich Weidler      |
| 1744   | Zimski semester  | Christian Friedrich Bauer     |
| 1745   | Poletni semester | Gebhard Christian Bastineller |
| 1745   | Zimski semester  | Johann Heinrich von Heucher   |
| 1746   | Poletni semester | Karl Gottlob Sperbach         |
| 1746   | Zimski semester  | Joachim Samuel Weickmann      |
| 1747   | Poletni semester | Andreas Florens Rivinus       |
| 1747   | Zimski semester  | Christian Gottfried Stentzel  |
| 1748   | Poletni semester | Georg Matthias Bose           |
| 1748   | Zimski semester  | Christian Friedrich Bauer     |
| 1749   | Poletni semester | Christian Hanack              |
| 1749   | Zimski semester  | Georg August Langguth         |
| 1750   | Poletni semester | Johann Daniel Ritter          |
| 1750   | Zimski semester  | Joachim Samuel Weickmann      |
| 1751   | Poletni semester | Gebhard Christian Bastineller |
| 1751   | Zimski semester  | Daniel Triller                |
| 1752   | Poletni semester | Georg Friedrich Baermann      |
| 1752   | Zimski semester  | Christian Siegmund Georgi     |
| 1753   | Poletni semester | Andreas Florens Rivinus       |
| 1753   | Zimski semester  | Georg August Langguth         |
| 1754   | Poletni semester | Johann Georg Walther          |
| 1754   | Zimski semester  | Christian Siegmund Georgi     |
| 1755   | Poletni semester | Christian Hanack              |
| 1755   | Zimski semester  | Georg Rudolf Böhmer           |
| 1756   | Poletni semester | Georg Wilhelm Kirchmaier      |
| 1756   | Zimski semester  | Joachim Samuel Weickmann      |
| 1757   | Poletni semester | Ernst Martin Chladni          |
| 1757   | Zimski semester  | Daniel Triller                |
| 1758   | Poletni semester | Karl Gottlob Sperbach         |
| 1758   | Zimski semester  | Christian Siegmund Georgi     |
| 1759   | Poletni semester | Andreas Florens Rivinus       |
| 1759   | Zimski semester  | Georg August Langguth         |

### 1760–1779
| Mandat | Semester         | Ime                                                   |
| ------ | ---------------- | ----------------------------------------------------- |
| 1760   | Poletni semester | Georg Matthias Bose, od oktobra Georg August Langguth |
| 1760   | Zimski semester  | Ernst Friedrich Wernsdorf                             |
| 1761   | Poletni semester | Christian Hanack                                      |
| 1761   | Zimski semester  | Georg Rudolf Böhmer                                   |
| 1762   | Poletni semester | Johann Daniel Ritter                                  |
| 1762   | Zimski semester  | Joachim Samuel Weickmann                              |
| 1763   | Poletni semester | Ernst Martin Chladni                                  |
| 1763   | Zimski semester  | Daniel Triller                                        |
| 1764   | Poletni semester | Georg Friedrich Baermann                              |
| 1764   | Zimski semester  | Christian Siegmund Georgi                             |
| 1765   | Poletni semester | Georg Friedrich Kraus                                 |
| 1765   | Zimski semester  | Georg August Langguth                                 |
| 1766   | Poletni semester | Johann Daniel Titius                                  |
| 1766   | Zimski semester  | Ernst Friedrich Wernsdorf                             |
| 1767   | Poletni semester | Martin Gottlieb Pauli                                 |
| 1767   | Zimski semester  | Georg Rudolf Böhmer                                   |
| 1768   | Poletni semester | Johann Daniel Titius                                  |
| 1768   | Zimski semester  | Joachim Samuel Weickmann                              |
| 1769   | Poletni semester | Friedrich August Fischer                              |
| 1769   | Zimski semester  | Daniel Triller                                        |
| 1770   | Poletni semester | Johann Friedrich Hiller                               |
| 1770   | Zimski semester  | Christian Siegmund Georgi                             |
| 1771   | Poletni semester | Georg Stephan Wiesand                                 |
| 1771   | Zimski semester  | Georg August Langguth                                 |
| 1772   | Poletni semester | Karl Daniel Freyberg                                  |
| 1772   | Zimski semester  | Ernst Friedrich Wernsdorf                             |
| 1773   | Poletni semester | Georg Friedrich Kraus                                 |
| 1773   | Zimski semester  | Georg Rudolf Böhmer                                   |
| 1774   | Poletni semester | Johann Ernst Zeiher                                   |
| 1774   | Zimski semester  | Christian Friedrich Schmidt                           |
| 1775   | Poletni semester | Martin Gottlieb Pauli                                 |
| 1775   | Zimski semester  | Daniel Triller                                        |
| 1776   | Poletni semester | Johann Matthias Schröckh                              |
| 1776   | Zimski semester  | Karl Christian Tittmann                               |
| 1777   | Poletni semester | Georg Stephan Wiesand                                 |
| 1777   | Zimski semester  | Georg August Langguth                                 |
| 1778   | Poletni semester | Johann Jacob Ebert                                    |
| 1778   | Zimski semester  | Ernst Friedrich Wernsdorf                             |
| 1779   | Poletni semester | Georg Friedrich Kraus                                 |
| 1779   | Zimski semester  | Georg Rudolf Böhmer                                   |

### 1780–1799
| Mandat | Semester         | Ime                                                        |
| ------ | ---------------- | ---------------------------------------------------------- |
| 1780   | Poletni semester | Benjamin Gottlieb Lorenz Boden                             |
| 1780   | Zimski semester  | Karl Christian Tittmann                                    |
| 1781   | Poletni semester | Martin Gottlieb Pauli                                      |
| 1781   | Zimski semester  | Daniel Triller                                             |
| 1782   | Poletni semester | Konrad Gottlob Anton                                       |
| 1782   | Zimski semester  | Friedrich Wilhelm Dresde                                   |
| 1783   | Poletni semester | Friedrich August Fischer                                   |
| 1783   | Zimski semester  | Georg Rudolf Böhmer                                        |
| 1784   | Poletni semester | Johann Karl Zeune                                          |
| 1784   | Zimski semester  | Friedrich Wilhelm Dresde                                   |
| 1785   | Poletni semester | Georg Stephan Wiesand                                      |
| 1785   | Zimski semester  | Johann Gottfried Leonhardi                                 |
| 1786   | Poletni semester | Gottfried August Meerheim                                  |
| 1786   | Zimski semester  | Michael Weber                                              |
| 1787   | Poletni semester | Ernst Gottfried Christian Klügel                           |
| 1787   | Zimski semester  | Christian Friedrich Nürnberger                             |
| 1788   | Poletni semester | Karl Ferdinand Schmid                                      |
| 1788   | Zimski semester  | Friedrich Wilhelm Dresde                                   |
| 1789   | Poletni semester | Christian Gottlieb Hommel                                  |
| 1789   | Zimski semester  | Georg Rudolf Böhmer                                        |
| 1790   | Poletni semester | Christian Gottfried Friedrich APoletni semestermann        |
| 1790   | Zimski semester  | Franz Volkmar Reinhard                                     |
| 1791   | Poletni semester | Gottlieb Wernsdorf II.                                     |
| 1791   | Zimski semester  | Johann Gottfried Leonhardi, Christian Friedrich Nürnberger |
| 1792   | Poletni semester | Christian Friedrich Matthäi                                |
| 1792   | Zimski semester  | Michael Weber                                              |
| 1793   | Poletni semester | Ernst Gottfried Christian Klügel                           |
| 1793   | Zimski semester  | Christian Friedrich Nürnberger                             |
| 1794   | Poletni semester | Johann Christian Henrici                                   |
| 1794   | Zimski semester  | Friedrich Wilhelm Dresde                                   |
| 1795   | Poletni semester | Christian Gottlieb Hommel                                  |
| 1795   | Zimski semester  | Georg Rudolf Böhmer                                        |
| 1796   | Poletni semester | Johann Daniel Titius                                       |
| 1796   | Zimski semester  | Michael Weber                                              |
| 1797   | Poletni semester | Gottlieb Wernsdorf II.                                     |
| 1797   | Zimski semester  | Salomo Konstantin Titius                                   |
| 1798   | Poletni semester | Karl Daniel Freyberg                                       |
| 1798   | Zimski semester  | Johann Friedrich Schleusner                                |
| 1799   | Poletni semester | Christoph Karl Stübel                                      |
| 1799   | Zimski semester  | Georg Rudolf Böhmer                                        |

## 19. stoletje
| Mandat | Semester         | Ime                                                     |
| ------ | ---------------- | ------------------------------------------------------- |
| 1800   | Poletni semester | Johann Matthias Schröckh                                |
| 1800   | Zimski semester  | Friedrich Wilhelm Dresde                                |
| 1801   | Poletni semester | Ernst Gottfried Christian Klügel                        |
| 1801   | Zimski semester  | Johann Gottfried Leonhardi; Karl Ferdinand Schmid       |
| 1802   | Poletni semester | Johann Jacob Ebert                                      |
| 1802   | Zimski semester  | Michael Weber                                           |
| 1803   | Poletni semester | Christoph Karl Stübel                                   |
| 1803   | Zimski semester  | Karl Ferdinand Schmid                                   |
| 1804   | Poletni semester | Konrad Gottlob Anton                                    |
| 1804   | Zimski semester  | Johann Friedrich Schleusner                             |
| 1805   | Poletni semester | Karl Salomo Zachariae                                   |
| 1805   | Zimski semester  | Traugott Karl August Vogt                               |
| 1806   | Poletni semester | Karl Ferdinand Schmid                                   |
| 1806   | Zimski semester  | Michael Weber                                           |
| 1807   | Poletni semester | Ernst Friedrich Pfotenhauer                             |
| 1807   | Zimski semester  | Johann Gottfried Leonhardi; Ernst Friedrich Pfotenhauer |
| 1808   | Poletni semester | Christian Gottfried Friedrich APoletni semestermann     |
| 1808   | Zimski semester  | Johann Friedrich Schleusner                             |
| 1809   | Poletni semester | Karl Klien                                              |
| 1809   | Zimski semester  | Georg Ernst Kletten                                     |
| 1810   | Poletni semester | Johann Christian Henrici                                |
| 1810   | Zimski semester  | Michael Weber                                           |
| 1811   | Poletni semester | Michael Weber                                           |
| 1811   | Zimski semester  | Burkhard Wilhelm Seiler                                 |
| 1812   | Poletni semester | Christian August Langguth                               |
| 1812   | Zimski semester  | Johann Friedrich Schleusner                             |
| 1813   | Poletni semester | Ernst Friedrich Pfotenhauer                             |
| 1813   | Zimski semester  | Georg Ernst Kletten                                     |
| 1814   | Poletni semester | Johann Georg Karl Klotzsch                              |
| 1814   | Zimski semester  | Julius Friedrich Winzer                                 |
| 1815   | Poletni semester | Karl Klien                                              |

## Literatur
- Gottfried Suevus: Academiia Wittebergensis Anno Fundationis …,
- Karl Eduard Förstemann: Album Academiae Vitebergensis. Leipzig 1841
- Album Academiae Vitebergensis Volumen Secundum. Halle 1894
- Bernhard WeiPoletni semesterenborn: Album Academiae Vitebergensis. Jüngere Reihe Teil 1 (1602–1660). Magdeburg 1934
- Fritz Juntke: Album Academiae Vitebergensis. Jüngere Reihe Teil 2. Halle 1952
- Fritz Juntke: Album Academiae Vitebergensis. Jüngere Reihe Teil 3. Halle 1966
- Gustav Friedrich Hertzberg: Zur Feier der fünfzigjährigen Vereinigung der Universitäten Halle und Wittenberg. Halle 1867